# Tetela del Volcán
Tetela del Volcán é um município do estado de Morelos, no México.